# Open du Brésil de Formule 3
L'Open du Brésil de Formule 3 est une épreuve de course automobile de monoplaces de Formule 3, disputée chaque année depuis 2010 sur le circuit d'Interlagos au Brésil. Cette épreuve est une épreuve spéciale de la catégorie (comme le Grand Prix de Macao), elle regroupe les meilleurs pilotes brésiliens et sud-américains de Formule 3, la plupart étant issus du championnat de Formule 3 sudaméricaine.

## Histoire
Disputée de 2010 à 2014, l'épreuve ne s'est pas tenue en 2015. 
L'open présente la particularité d'avoir toujours vu le vainqueur s'élancer en pole position et signer le meilleur tour en course.

## Palmarès
| Année | Vainqueur        | Pole position    | Meilleur tour    |
| ----- | ---------------- | ---------------- | ---------------- |
| 2010  | William Buller   | William Buller   | William Buller   |
| 2011  | Lucas Foresti    | Lucas Foresti    | Lucas Foresti    |
| 2012  | Lucas Foresti    | Lucas Foresti    | Lucas Foresti    |
| 2013  | Felipe Guimarães | Felipe Guimarães | Felipe Guimarães |
| 2014  | Felipe Guimarães | Felipe Guimarães | Felipe Guimarães |